# Celama adelpha
Celama adelpha är en fjärilsart som beskrevs av Fletcher 1958. Celama adelpha ingår i släktet Celama och familjen trågspinnare. Inga underarter finns listade i Catalogue of Life.